# Franco Danova
Franco Danova (Milano, 26 maggio 1930 – Milano, 11 dicembre 2002) è stato un calciatore italiano, di ruolo centrocampista.

## Carriera
Giocò in Serie A con la Pro Patria.

## Palmarès

### Club

#### Competizioni nazionali
- Serie C: 2

Seregno: 1949-1950
Foggia: 1961-1962